# كارلوس الثاني ملك إسبانيا
كارلوس الثاني ملك إسبانيا (بالإسبانية: Carlos II de España، ولد 6 نوفمبر من عام 1661- توفي 1 نوفمبر من عام 1700)، المعروف أيضًا باسم الهيتشيزادو (المفتون)، كان آخر فرد من آل هابسبورغ يحكم الإمبراطورية الإسبانية. اشتهر نتيجة إعاقاته الجسدية المزعومة وحرب الخلافة الإسبانية التي أعقبت وفاته.
عانى كارلوس من المشاكل الصحية طوال حياته، وأصبحت خلافته أحد الاعتبارات البارزة في السياسة الأوروبية منذ اللحظة التي أصبح فيها كارلوس ملكًا في سن الرابعة في عام 1665. لخص المؤرخ جون لانغدون- ديفيز ما سبق على النحو التالي: «لم يقل أحدهم ما هو أصح من أنه قد تجلت نهايته [كارلوس] منذ البداية؛ ترقبوا وفاته منذ يوم ميلاده».
لم يحظ كارلوس بأي أطفال، على الرغم من زواجه مرتين، خلفه فيليب الخامس ذو الستة عشر عامًا حفيد ماريا تيريزا -أخت كارلوس غير الشقيقة الكبرى- كارلوس بعد وفاته في عام 1700، إذ كان فيليب أيضا حفيد لويس الرابع عشر ملك فرنسا . ومع ذلك، كانت مسألة خلافة كارلوس أقل أهميةً من تقسيم أراضيه، وكان الفشل في حل هاتين المشكلتين السبب الرئيسي في نشوب حرب الخلافة الإسبانية في عام 1701.

## فترة حكمه
كان كارلوس قاصرًا وفق القانون عند وفاة ملك إسبانيا فيليب الرابع في 17 سبتمبر من عام 1665، ولذلك عين مجلس قشتالة ماريانا وصيةً على العرش. تحدت جمهورية هولندا ومملكة إنجلترا بشكل متزايد التفوق الاقتصادي للإمبراطورية الإسبانية مع بقاء الإمبراطورية الإسبانية أو «الملكية» اتحادًا عالميًا هائلًا، في حين عدم استقرار أوروبا نتيجة التوسع الفرنسي في ظل حكم لويس الرابع عشر. ساء التعامل مع هذه القضايا بسبب صراع ماريانا على السلطة مع خوان الأصغر من النمسا أخ كارلوس غير الشقيق غير الشرعي.
تعقدت الإصلاحات الإدارية آنذاك، إذ كانت مملكة إسبانيا اتحادًا شخصيًا بين تاجي قشتالة وأرغون، التي تمتلك كل منهما ثقافات وتقاليد سياسية مختلفة جدًا. تعرض الوضع المالي للحكومة للأزمات بشكل دائم نتيجة ذلك؛ أعلن التاج إفلاسه تسع مرات بين عامي 1557 و1666، بما في ذلك عام 1647 و1652 و1661 و1666.
ومع ذلك مرت أزمة اقتصادية على العديد من الدول الأوروبية خلال القرن السابع عشر، أي لم تكن إسبانيا الوحيدة التي تواجه هذه المشاكل. لم يساعد الاقتتال الداخلي بين أولئك الذين حكموا باسم كارلوس كثيرًا، ولكن اعتُبر مدى إمكانيتهم أو إمكانيته [كارلوس] لتحمل مسؤولية الفترات الطويلة التي سبقت فترة حكمه موضع جدل. أثبت النظام الملكي مرونته الشديدة، إذ بقي هذا النظام على حاله إلى حد كبير بعد وفاة كارلوس.
وضع فيليب نظام تفويض الواجبات للوزير الشخصي أو الموثوق في عام 1621، مع تعيينه للكونت دوق أوليفاريس في عام 1621. اتبعت ماريانا هذه الطريقة، وكان كاهن الاعتراف النمساوي الأب خوان إيفيراردو نيثارد خيارها الأول؛ غالبًا ما استندت التقييمات الحديثة التي ناقشت كفاءتها إلى تقارير من عاصرها، ممن اعتقدوا عمومًا أن النساء غير قادرات على الحكم بمفردهن.
أجبرت تكاليف حرب الاستعادة البرتغالية وحرب الأيلولة مع فرنسا التاج على إعلان إفلاسه في عامي 1662 و1666، ما جعل تخفيضات الإنفاق أمرًا طارئًا. أنهت معاهدتي إكس لا شابيل ولشبونة لعام 1668 الحرب مع فرنسا وقبلتا بالاستقلال البرتغالي. أجبر خوان ماريانا على عزل نيثارد في فبراير من عام 1669، ليحل فرناندو دي فالينزويلا محله. حُلت الوصاية مع بلوغ كارلوس قانونيًا في عام 1675، واستعيدت في عام 1677 نتيجة حالته الصحية.

## روابط خارجية
- كارلوس الثاني ملك إسبانيا على موقع الموسوعة البريطانية (الإنجليزية)
- كارلوس الثاني ملك إسبانيا على موقع إن إن دي بي (الإنجليزية)